# Поребрик (архитектура)

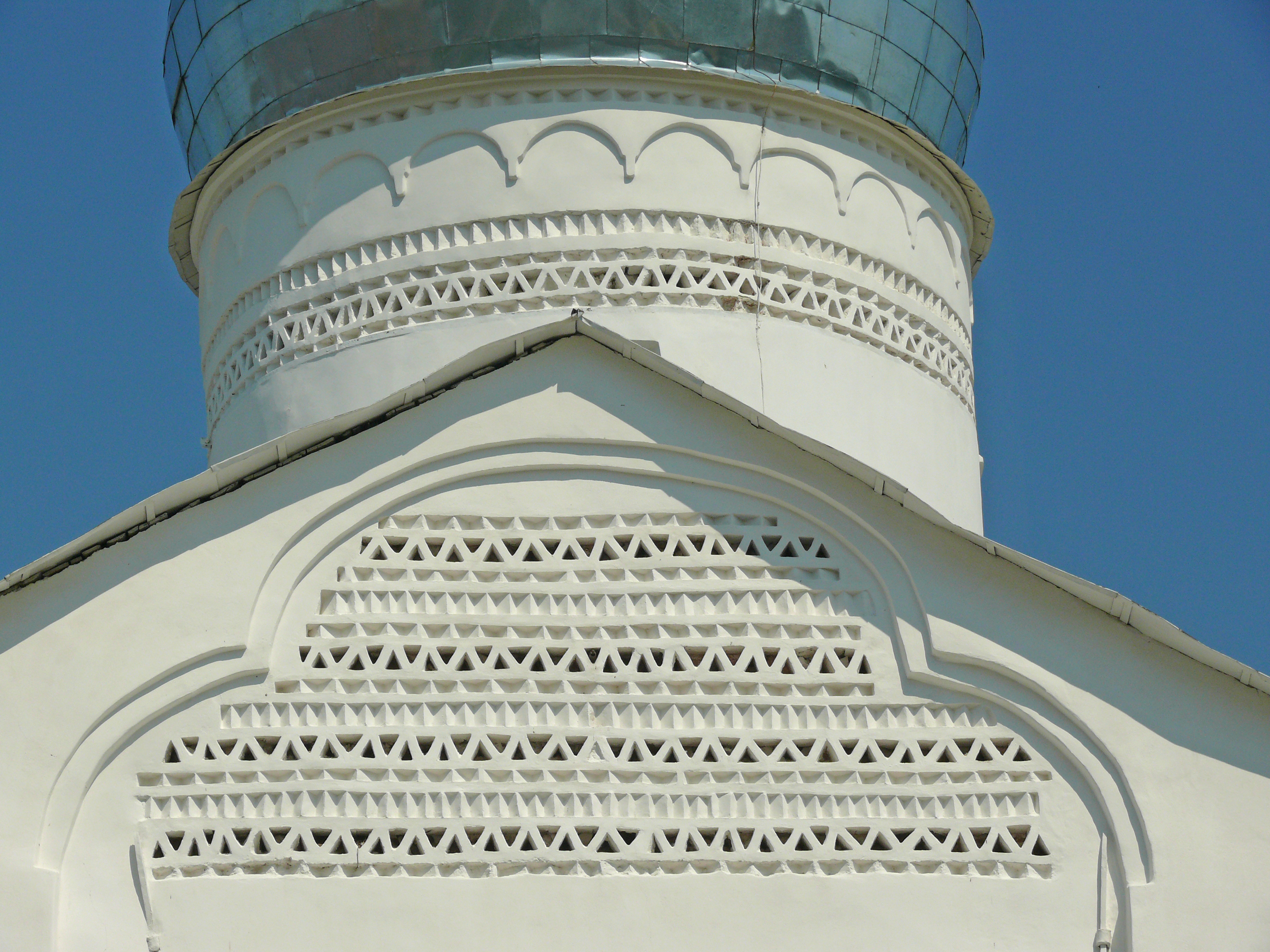
Церковь Дмитрия Солунского в Великом Новгороде. Ряды бегунца и поребрика

Поре́брик — тип орнаментальной кирпичной кладки, в которой ряд кирпичей укладывается под углом к поверхности стены (ребром наружу). Использовался русскими зодчими со времён Древней Руси, в частности, был популярен в Новгороде и Пскове.
Благодаря лёгкости исполнения этот мотив активно использовали в русской архитектуре для украшения храмов с XV до конца XIX века. В архитектуре XX века поребрик можно встретить в зданиях, которые наследуют русский стиль.
Поребрик следует отличать от бегунца, вместе с которым он часто использовался. Рельефные уступы кирпича вырастали из стены под углом 45°, и рядом с такой «зубчатой» полосой вилась «ёлочка» бегунца. Русские зодчие ценили этот узор из обычного кирпича или плиты, опоясывая им барабаны куполов и полукружия апсид. Монохромная «тесьма» из трёх полос декора стала визитной карточкой псковских мастеров. Местные храмы украшались по орнаментальной схеме «поребрик — бегунец — поребрик». В отличие от иных видов декора, поребрик не накладывается на плоскость стены, а вырастает из неё.